# Кабичівка
Каби́чівка — село в Україні, у Марківській селищній громаді Старобільського району Луганської області. Населення становить 997 осіб.

## Історія
За даними на 1864 рік на казенній слободі Кобичева (Покровське) Старобільського повіту Харківської губернії мешкало 1985 осіб (999 чоловічої статі та 986nbsp;— жіночої), налічувалось 336 дворових господарства, існувала православна церква, відбувався щорічний ярмарок.
Станом на 1885 рік у колишній державній слободі Зориківська волості мешкало 2242 особи, налічувалось 311 дворових господарств, існували православна церква й школа, відбувався щорічний ярмарок.
За переписом 1897 року кількість мешканців зросла до 2911 особи (1497 чоловічої статі та 1414 — жіночої), з яких всі — православної віри.
За даними на 1914 рік у слободі проживало 4100 мешканців.
Село постраждало внаслідок геноциду українського народу, вчиненого урядом СССР у 1932—1933 роках, кількість встановлених жертв — 41 людина.

## Населення
Згідно з переписом УРСР 1989 року чисельність наявного населення села становила 1079 осіб, з яких 495 чоловіків та 584 жінки.
За переписом населення України 2001 року в селі мешкало 990 осіб.

### Мова
Розподіл населення за рідною мовою за даними перепису 2001 року:
| Мова       | Відсоток |
| ---------- | -------- |
| українська | 96,19 %  |
| російська  | 3,71 %   |
| молдовська | 0,10 %   |